# Église Saint-Hilaire de Mazeuil
L'église Saint-Hilaire est une église catholique située à Mazeuil, en France.

## Localisation
L'église est située dans le département français de la Vienne, sur la commune de Mazeuil.

## Descriptif
L'église date du XIIe siècle. Elle est décorée de peintures murales. Le clocher, monté sur coupole, a retrouvé sa pointe depuis le milieu des années 1980.
Le plan de l'église est typique des petits édifices romans de campagne datant de l'époque romane. Il se compose d'une nef unique suivie d'une travée sous clocher, d'un chœur, d'une travée et d'une abside en hémicycle.
L'édifice est classé au titre des monuments historiques en 1963 pour son clocher.

### La nef
La voûte de la nef est lambrissée de nos jours. Toutefois, cas rare pour les églises rurales du Poitou, elle était autrefois construite en pierre comme en témoignent encore les colonnes destinées à porter les doubleaux. La travée sous le clocher est couverte d'une petite coupole ovale sur pendentifs.
Les baies qui éclairent la nef sont très ébrasées.
Vers le chœur, une des colonnes a conservé un très beau chapiteau orné de deux basilics dont le long cou emplumé se termine par une tête d'oiseau dans les angles de la corbeille, et d'un personnage levant les bras. L'autre chapiteau, en face, représente ce même personnage menacé par les deux basilics.

### Le chœur
Le chœur se compose d'une seule travée droite couverte d'un berceau brisé. Les parois sont ornées d'une arcature aveugle. 
L'abside, légèrement plus étroite que le chœur, est couverte d'un cul-de-four. Elle était, autrefois, éclairée par trois baies en plein cintre très ébrasées symbolisant la Trinité. Le doubleau qui sépare le chœur de l'abside retombe sur deux beaux chapiteaux. Ils sont décorés de feuillage stylisé pour l'un et de longues feuilles à pointes recourbées pour l'autre.

### Le mobilier
Le retable du maître-autel, en bois polychrome, date du XVIIe siècle et du XVIIIe siècle.
La statue en bois de saint Caprais du XVIIe siècle était, jadis[Quand ?], portée en pèlerinage. On priait le saint pour avoir la pluie ou le beau temps.